# Liga de Campeones de la EHF femenina 2019-20
La Liga de Campeones de la EHF femenina 2019-20 es la 27ª edición de la Liga de Campeones de la EHF femenina, la máxima categoría europea de balonmano.
El Győri ETO KC es el vigente campeón, después de haber vencido en la temporada anterior al Rostov-Don.
El título quedó declarado desierto debido a la pandemia de COVID-19.

## Formato
La Liga de Campeones de la EHF 2019-20 comenzó con una fase de clasificación que disputaron cuatro equipos, de los cuales sólo se clasifica uno.
Después tiene lugar la fase de grupos, con 16 equipos y cuatro grupos de cuatro equipos cada uno. Los tres primeros conjuntos se clasifican para la ronda principal, mientras que el último lo hace para la Copa EHF.
En la ronda principal se clasifican los cuatro primeros, dentro de dos grupos de seis, para los cuartos de final, clasificándose los vencedores de los cuartos para la Final Four, donde se dirime el campeón de la competición.

## Fase de clasificación
|  | Semifinales         | Semifinales   |                 |    | Final | Final |
|  |                     |               |                 |    |       |       |
|  | 7 de septiembre     |               |                 |    |       |       |
|  |                     |               |                 |    |       |       |
|  | Rocasa Gran Canaria | 21            |                 |    |       |       |
|  | Rocasa Gran Canaria | 21            | 8 de septiembre |    |       |       |
|  | DHK Baník Most      | 28            |                 |    |       |       |
|  | DHK Baník Most      | 28            | DHK Baník Most  | 35 |       |       |
|  | 7 de septiembre     |               | DHK Baník Most  | 35 |       |       |
|  |                     | Kastamonu GSK | 33              |    |       |       |
|  | Kastamonu GSK       | Kastamonu GSK | 33              | 31 |       |       |
|  | Kastamonu GSK       |               |                 | 31 |       |       |
|  | ŽORK Jagodina       | 15            |                 |    |       |       |
|  | ŽORK Jagodina       | 15            | 3º Puesto       |    |       |       |
|  |                     |               |                 |    |       |       |
|  |                     |               |                 |    |       |       |
|  |                     |               |                 |    |       |       |
|  | Rocasa Gran Canaria | 28            |                 |    |       |       |
|  | Rocasa Gran Canaria | 28            |                 |    |       |       |
|  | ŽORK Jagodina       | 15            |                 |    |       |       |

## Fase de grupos

### Grupo A
| Local \ Visitante   | FER   | MET   | POD   | VIP   |
| ------------------- | ----- | ----- | ----- | ----- |
| Ferencvárosi        | —     | 28–34 | 37–31 | 29–34 |
| Metz Handball       | 24–24 | —     | 40–26 | 26–17 |
| Podravka Vegeta     | 26–27 | 25–32 | —     | 25–24 |
| Vipers Kristiansand | 31–22 | 38–38 | 34–28 | —     |

| Pos | Equipo              | PJ | PG | PE | PP | GF  | GC  | Dif | Pts | Calificación    |
| --- | ------------------- | -- | -- | -- | -- | --- | --- | --- | --- | --------------- |
| 1º  | Metz Handball       | 6  | 4  | 2  | 0  | 194 | 158 | +36 | 10  | Ronda principal |
| 2º  | Vipers Kristiansand | 6  | 3  | 1  | 2  | 178 | 168 | +10 | 7   | Ronda principal |
| 3º  | Ferencvárosi        | 6  | 2  | 1  | 3  | 167 | 180 | -13 | 5   | Ronda principal |
| 4º  | Podravka Vegeta     | 6  | 1  | 0  | 5  | 161 | 194 | -33 | 2   | Copa EHF        |

### Grupo B
| Local \ Visitante | BUC   | ESB   | PER   | ROS   |
| ----------------- | ----- | ----- | ----- | ----- |
| CSM București     | —     | 21–25 | 35–19 | 23–23 |
| Team Esbjerg      | 22–24 | —     | 35–22 | 31–26 |
| Perła Lublin      | 19–23 | 22–28 | —     | 20–30 |
| Rostov-Don        | 23–22 | 34–26 | 31–21 | —     |

| Pos | Equipo        | PJ | PG | PE | PP | GF  | GC  | Dif | Pts | Calificación    |
| --- | ------------- | -- | -- | -- | -- | --- | --- | --- | --- | --------------- |
| 1º  | Rostov-Don    | 6  | 4  | 1  | 1  | 167 | 143 | +24 | 9   | Ronda principal |
| 2º  | Team Esbjerg  | 6  | 4  | 0  | 2  | 167 | 149 | +18 | 8   | Ronda principal |
| 3º  | CSM București | 6  | 3  | 1  | 2  | 153 | 131 | +22 | 7   | Ronda principal |
| 4º  | Perła Lublin  | 6  | 0  | 0  | 6  | 123 | 187 | -64 | 0   | Copa EHF        |

### Grupo C
| Local \ Visitante | BIE   | BRE   | BUD   | RAM   |
| ----------------- | ----- | ----- | ----- | ----- |
| Bietigheim        | —     | 32–35 | 23–30 | 31–28 |
| Brest Bretagne    | 36–30 | —     | 32–28 | 37–24 |
| ŽRK Buducnost     | 34–28 | 32–35 | —     | 23–19 |
| Râmnicu Vâlcea    | 34–27 | 23–26 | 20–21 | —     |

| Pos | Equipo            | PJ | PG | PE | PP | GF  | GC  | Dif | Pts | Calificación    |
| --- | ----------------- | -- | -- | -- | -- | --- | --- | --- | --- | --------------- |
| 1º  | Brest Bretagne    | 6  | 6  | 0  | 0  | 201 | 169 | +32 | 12  | Ronda principal |
| 2º  | ŽRK Buducnost     | 6  | 4  | 0  | 2  | 168 | 157 | +11 | 8   | Ronda principal |
| 3º  | Râmnicu Vâlcea    | 6  | 1  | 0  | 5  | 148 | 165 | -17 | 2   | Ronda principal |
| 4º  | SG BBM Bietigheim | 6  | 1  | 0  | 5  | 171 | 197 | -26 | 2   | Copa EHF        |

### Grupo D
| Local \ Visitante | BAN   | GYO   | KRI   | SAV   |
| ----------------- | ----- | ----- | ----- | ----- |
| Baník Most        | —     | 21–46 | 26–31 | 25–25 |
| Győri ETO KC      | 35–29 | —     | 31–26 | 35–23 |
| RK Krim           | 29–31 | 21–33 | —     | 26–28 |
| IK Sävehof        | 24–19 | 27–36 | 21–25 | —     |

| Pos | Equipo         | PJ | PG | PE | PP | GF  | GC  | Dif | Pts | Calificación    |
| --- | -------------- | -- | -- | -- | -- | --- | --- | --- | --- | --------------- |
| 1º  | Győri ETO KC   | 6  | 6  | 0  | 0  | 216 | 147 | +69 | 12  | Ronda principal |
| 2º  | IK Sävehof     | 6  | 2  | 1  | 3  | 148 | 166 | -18 | 5   | Ronda principal |
| 3º  | RK Krim        | 6  | 2  | 0  | 4  | 158 | 170 | -12 | 4   | Ronda principal |
| 4º  | DHK Baník Most | 6  | 1  | 1  | 4  | 151 | 190 | -39 | 3   | Copa EHF        |

## Ronda principal

### Grupo 1
| Local \ Visitante   | BUC   | ESB   | FER   | MET   | ROS   | VIP   |
| ------------------- | ----- | ----- | ----- | ----- | ----- | ----- |
| CSM București       | —     | 21–25 | 27–24 | 32–27 | 23–23 | 28–22 |
| Team Esbjerg        | 22–24 | —     | 29–27 | 30–29 | 31–26 | 33–30 |
| Ferencvárosi        | 33–23 | 26–25 | —     | 28–34 | 31–35 | 29–34 |
| Metz Handball       | 28–26 | 31–31 | 24–24 | —     | 23–20 | 26–17 |
| Rostov-Don          | 23–22 | 34–26 | 29–26 | 24–29 | —     | 33–26 |
| Vipers Kristiansand | 23–25 | 31–35 | 31–22 | 38–38 | 29–32 | —     |

| Pos | Equipo              | PJ | PG | PE | PP | GF  | GC  | Dif | Pts | Calificación     |
| --- | ------------------- | -- | -- | -- | -- | --- | --- | --- | --- | ---------------- |
| 1º  | Metz Handball       | 10 | 5  | 3  | 2  | 289 | 270 | +19 | 13  | Cuartos de final |
| 2º  | Team Esbjerg        | 10 | 6  | 1  | 3  | 289 | 279 | +10 | 13  | Cuartos de final |
| 3º  | Rostov-Don          | 10 | 6  | 1  | 3  | 279 | 266 | +13 | 13  | Cuartos de final |
| 4º  | CSM București       | 10 | 5  | 1  | 4  | 251 | 250 | +1  | 11  | Cuartos de final |
| 5º  | Vipers Kristiansand | 10 | 2  | 1  | 7  | 281 | 303 | -22 | 5   | Eliminado        |
| 6º  | Ferencvárosi TC     | 10 | 2  | 1  | 7  | 270 | 291 | -21 | 5   | Eliminado        |

### Grupo 2
| Local \ Visitante | BRE   | BUD   | GYO   | KRI   | RAM   | SAV   |
| ----------------- | ----- | ----- | ----- | ----- | ----- | ----- |
| Brest Bretagne    | —     | 32–28 | 28–29 | 37–26 | 37–24 | 31–22 |
| ŽRK Buducnost     | 32–35 | —     | 27–28 | 30–28 | 23–19 | 30–25 |
| Győri ETO KC      | 27–27 | 26–24 | —     | 31–26 | 35–29 | 35–23 |
| RK Krim           | 25–29 | 29–23 | 21–33 | —     | 28–28 | 26–28 |
| Râmnicu Vâlcea    | 23–26 | 20–21 | 20–29 | 31–16 | —     | 28–20 |
| IK Sävehof        | 17–29 | 24–33 | 27–36 | 21–25 | 17–23 | —     |

| Pos | Equipo         | PJ | PG | PE | PP | GF  | GC  | Dif | Pts | Calificación     |
| --- | -------------- | -- | -- | -- | -- | --- | --- | --- | --- | ---------------- |
| 1º  | Győri ETO KC   | 10 | 9  | 1  | 0  | 309 | 252 | +57 | 19  | Cuartos de final |
| 2º  | Brest Bretagne | 10 | 8  | 1  | 1  | 311 | 253 | +58 | 17  | Cuartos de final |
| 3º  | ŽRK Buducnost  | 10 | 5  | 0  | 5  | 271 | 266 | +5  | 10  | Cuartos de final |
| 4º  | Râmnicu Vâlcea | 10 | 3  | 1  | 6  | 245 | 252 | -7  | 7   | Cuartos de final |
| 5º  | RK Krim        | 10 | 2  | 1  | 7  | 250 | 291 | -41 | 5   | Cuartos de final |
| 5º  | IK Sävehof     | 10 | 1  | 0  | 9  | 224 | 296 | -72 | 2   | Eliminado        |

## Cuartos de final
Los cuartos de final, así como la final four, quedaron cancelados debido a la pandemia de COVID-19, por lo que el título quedó desierto esta edición.
| Equipo 1 | Agr. | Equipo 2 | Ida | Vuelta |
| -------- | ---- | -------- | --- | ------ |
| ?        |      | ?        |     |        |
| ?        |      | ?        |     |        |
| ?        |      | ?        |     |        |
| ?        |      | ?        |     |        |